# Zwarte-w-vlinder
De zwarte-w-vlinder (Macaria wauaria) is een nachtvlinder uit de familie Geometridae (spanners). De voorvleugellengte bedraagt tussen de 14 en 17 millimeter. De soort komt verspreid over Europa voor. Hij overwintert als ei.

## Waardplanten
De zwarte-w-vlinder heeft struiken uit het geslacht Ribes als waardplanten.

## Voorkomen in Nederland en België
De zwarte-w-vlinder is in Nederland een algemene soort op de zandgronden, en in België een niet zo gewone soort die verspreid over het hele land wordt gezien. De vlinder kent jaarlijks een generatie die vliegt van eind mei tot en met juli.